# Olenecamptus basalis
Olenecamptus basalis là một loài bọ cánh cứng trong họ Cerambycidae.